# Schaduw

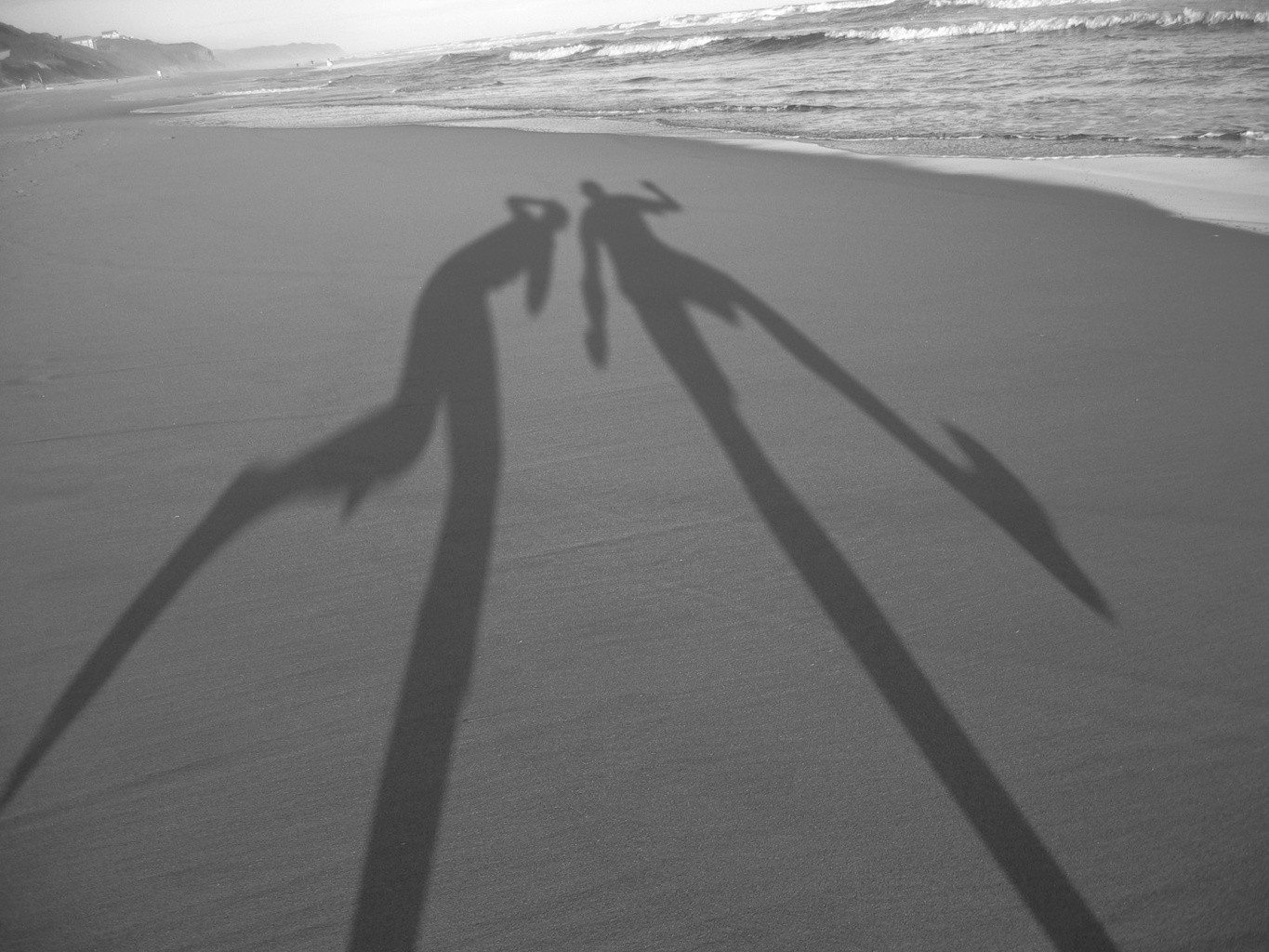
Schaduwen op zand

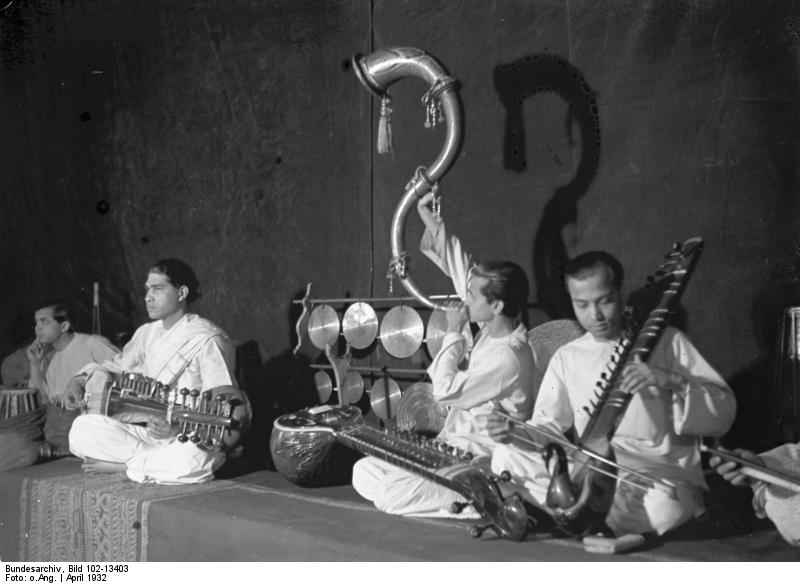
Brahmaanse muzikanten

Schaduw ontstaat als het licht van een lichtbron geheel of gedeeltelijk wordt tegengehouden door een object. Een voorwaarde voor het ontstaan van schaduw is aldus dat er een lichtbron en een object aanwezig moeten zijn. Er kan sprake zijn van een natuurlijke lichtbron (bijvoorbeeld de zon) of een kunstmatige lichtbron (bijvoorbeeld een lamp).
Volgens woordenboek Koenen is schaduw het gedeelte van een ruimte waar het licht onderschept is of waar het licht niet rechtstreeks doordringt.

## Soorten
Er zijn enkele soorten schaduw te onderscheiden:
- Eigen schaduw is de schaduw die op het object aanwezig is op de niet belichte kant van het voorwerp. Bijvoorbeeld: De zon schijnt op een paal; de ene kant van de paal is licht, de andere kant van de paal is donker.
- Slagschaduw is de schaduw die een object "werpt" op een ondergrond of achtergrond. Bijvoorbeeld: genoemde paal werpt schaduw op het zand of op een muur.
  - Gebroken schaduw is een aparte vorm van slagschaduw. Om het voorbeeld van de paal weer eens te gebruiken: een paal staat voor een muur. Een deel van de schaduw valt op de grond; echter een ander deel van de schaduw zet zich voort op de muur. Er zit dus een soort knik in de schaduw.

Slagschaduw en gebroken schaduw zijn schaduwvormen die gebruikt worden bij het schimmenspel.
De lengte van de slagschaduw die veroorzaakt wordt door de zon is afhankelijk van de lengte (hoogte) van het voorwerp (de paal) en daarnaast van de hoek waaronder het zonlicht valt. Deze hoek is op zijn beurt afhankelijk van de plaats op aarde, het tijdstip en de datum (vanwege de axiale variatie van de aarde bereikt de zon niet elke dag dezelfde "hoogte"). De kortste schaduw van een rechtopstaand voorwerp op een horizontaal vlak ontstaat op de langste dag (op het noordelijk halfrond omstreeks 21 juni) op het ware middaguur (als de zon precies in het zuiden staat). Hij heeft dan in Vlaanderen en in het zuiden van Nederland een lengte van ongeveer 52% van de hoogte van het voorwerp. In het noorden van Nederland is dit ongeveer 53%.

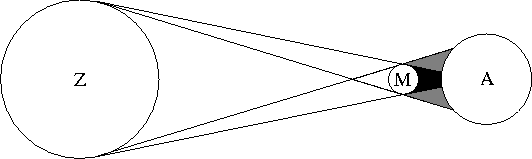
Kern- en halfschaduw (zwart resp. grijs) bij een zonsverduistering

- Kernschaduw is het donkerste gedeelte van een eigenschaduw of slagschaduw; het gebied waarin geen enkele lichtstraal kan doordringen.
- Halfschaduw (of "bijschaduw" volgens de fysica) is het halfdonkere gedeelte aan de buitenste begrenzing van een eigen- of slagschaduw. Het ontstaat bij een niet-puntvormige lichtbron: rondom de kernschaduw (waar helemaal geen licht doordringt) bevindt zich een gebied waarin lichtstralen uitgaande van een deel van de lichtbron kunnen doordringen: de bijschaduw. Er is sprake van een verschil tussen lichte bijschaduw en donkere bijschaduw als één bijschaduwkegel meer licht krijgt dan een andere bijschaduwkegel.

Als de aarde een schaduw op de maan werpt, ontstaat een maansverduistering. Als de maan een schaduw op de aarde werpt, ontstaat een zonsverduistering. In het gebied waar de zonsverduistering 'totaal' is kun je spreken van de kernschaduw, daaromheen ligt een gebied met halfschaduw (gedeeltelijke zonsverduistering).
De aanduiding halfschaduw voor (tuin)planten betekent concreet: ongeveer drie volle uren middagzon tot vijf in de ochtendzon of een plaats in de volle zon waar bijvoorbeeld wisselend licht valt door de bladeren van een loofboom.

## Andere soorten schaduw
Naast de lichtschaduw bestaan er ook andere vormen van schaduw. Bijvoorbeeld de schaduw voor röntgenstraling die kan worden gemaakt achter een schot van lood. De schaduw voor geluid vindt een belangrijke toepassing in de vorm van geluidsschermen. De diepte van de schaduw wordt hier beperkt door de diffractie van het geluid om de rand van het scherm heen.

## Schaduw in de schilderkunst
Het weergeven van schaduw in de schilderkunst vormt een bijzonder probleem. De schilder dient zich namelijk af te vragen welke kleur de schaduw is. Voor de eigen schaduw geldt dat meestal een goed resultaat ontstaat als het beschaduwde deel wordt weergegeven door de complementaire kleur van het onbeschaduwde deel bij te mengen. Een mooie schaduwkant op een rood object, kan dus geschilderd worden door bij de rode verf wat groen te mengen. Het toevoegen van zwart bij de rode kleur zal niet tot een bevredigend resultaat leiden. Dit principe is veel toegepast in het impressionisme. Voor die tijd werd schaduw vaak weergegeven door vooral bruine kleuren. De schaduw krijgt hierdoor soms een doods uiterlijk. Er bestaat zelfs verf die speciaal bedoeld zou zijn voor schaduwen, bruine omber en groene omber.

## Spelen met schaduwen: Schimmenspel

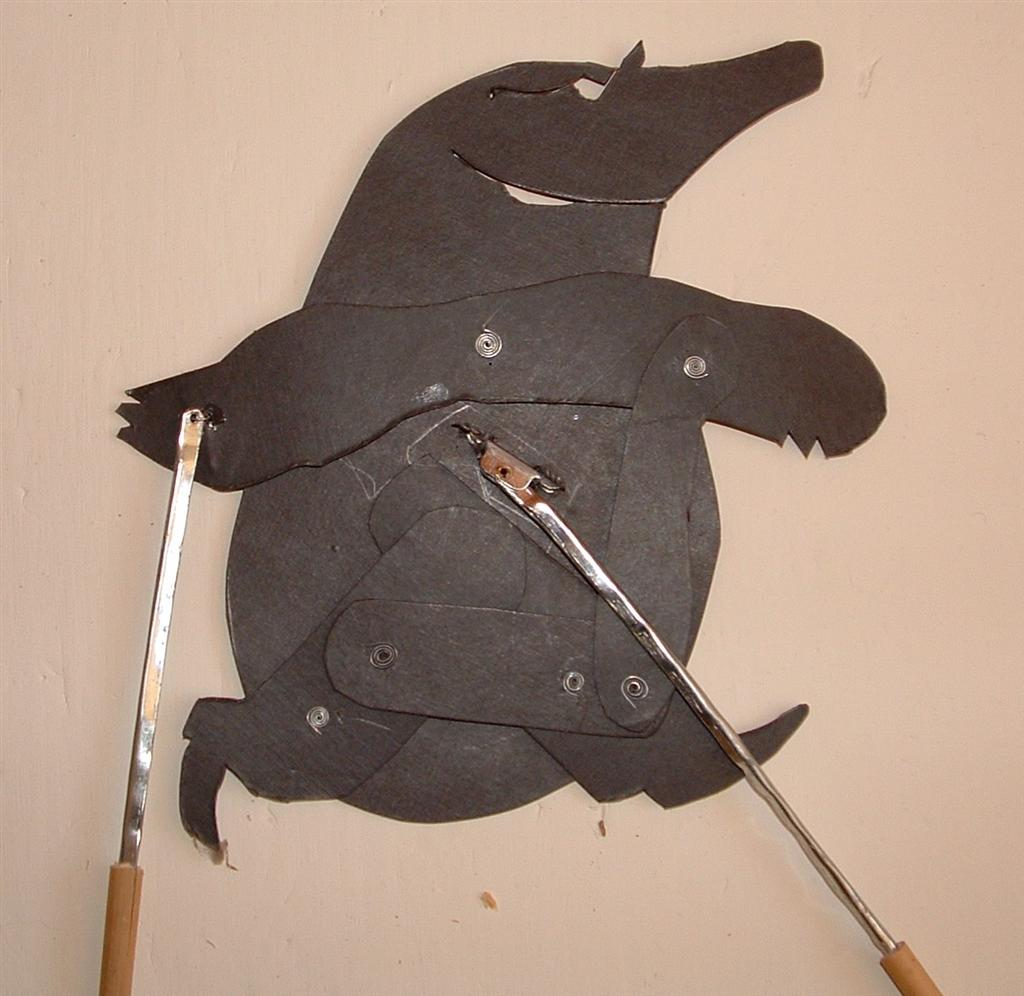
Schimpop mol

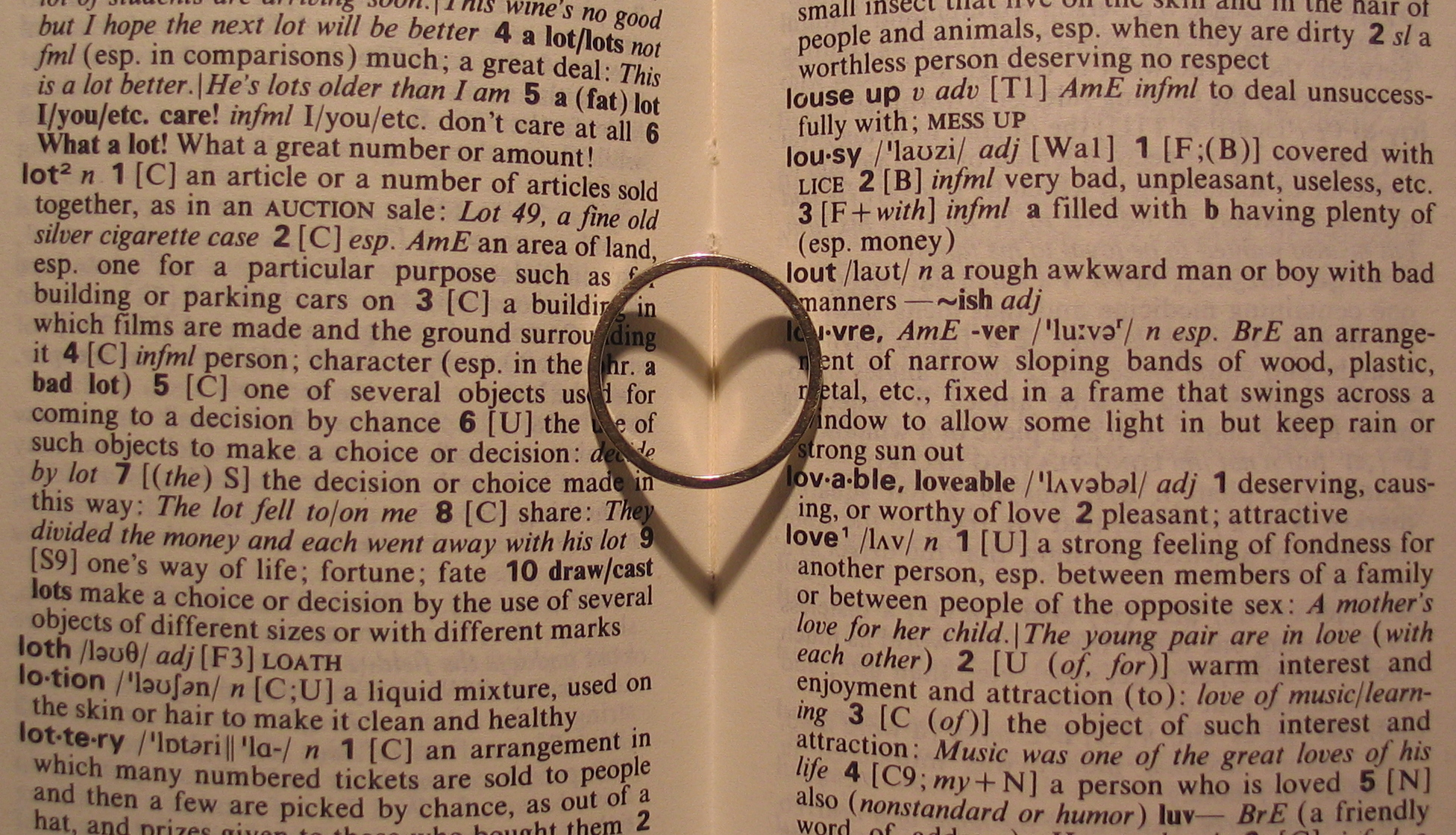
Schaduweffect van een ring

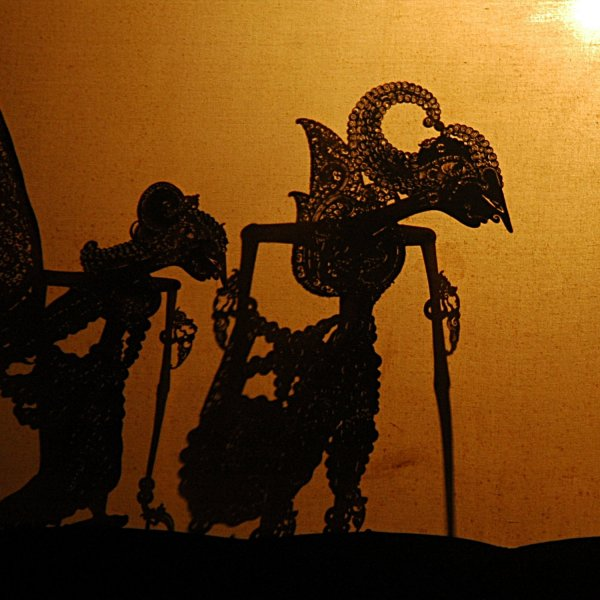
Wajang

- Handschaduwbeelden: De schaduwen worden gemaakt met de handen en onderarm op de muur of op een scherm.
- Spaans schimmenspel: Deze vorm wordt ook wel "levend" of "menselijk" schimmenspel genoemd. Er wordt geacteerd door mensen achter het scherm, meestal in volle persoon. De toeschouwers kijken naar de schaduwbeelden.
- Spelen met poppen. Dit is de eigenlijke vorm die men, algemeen beschouwd, onder de term "schimmenspel" plaatst. Er wordt met poppen gespeeld van variërende grootte; van zeer klein tot mensgrootte, afhankelijk van de grootte van het theater waarin gespeeld wordt. Een lamp (elektrisch, olie of gas) of een kaars is de lichtbron. De pop, al dan niet met beweging en/of kleur, zorgt voor de schaduw op het scherm.
- Schimmenspel in papieren- en miniatuurtheaters. Het gaat hier om kleine theaters met een maximale grootte van ± 70 cm breed en ± 50 cm hoog. In deze theatervorm wordt weinig gebruikgemaakt van beweging. Het minutieuze karakter van de poppen laat dit niet toe. De decors bestaan vaak alleen uit de coulissen aan de zijkant. In Nederland werden vroeger wel transparante schilderingen gemaakt als decor (ook voor het spel in de grote theaters).
- Schimmenfilm. Deze vorm is afgeleid van de Chinese vorm "Lampen met rennende paarden", de toverlantaarn. Ook heeft deze vorm hetzelfde idee als een tekenfilm. De schimmenfilm wordt gemaakt door een foto te nemen van een tafereel, vervolgens wordt de situatie iets veranderd en weer een foto genomen. Door zeer snel de verschillende foto's met schaduwbeelden achter elkaar te vertonen, die allemaal maar iets van elkaar verschillen, ontstaat een vloeiende beweging.
- Van schaduw wordt gebruikgemaakt in het Indonesische schaduwpoppenspel Wajang.

## Schaduw in de psychologie
De Zwitserse psycholoog Carl Gustav Jung heeft het begrip schaduw geïntroduceerd in de psychologie. De schaduw behoort tot de vier voornaamste archetypen uit het collectief onbewuste waarvan de inhouden, in tegenstelling tot het persoonlijk onbewuste, nooit de drempel van het bewustzijn overschrijden. De schaduw noemt Jung het machtigste en gevaarlijkste van de archetypen (persona, anima, animus en schaduw), omdat het meer van de oorspronkelijke dierlijke natuur van de mens bevat. Wil een mens een aangepast lid van de gemeenschap worden, dan zal hij de manifestaties van de schaduw moeten leren bedwingen. Dit kan hij of zij klaarspelen door het ontwikkelen van een sterke persona.

## Schaduw in defilosofie
In de metafoor van Plato of de allegorie van de grot wordt het begrip schaduw veelvuldig aangewend om te duiden dat de mensen slechts in shadowlands leven, geketend zonder ooit het schaduwvoortbrengende licht te kunnen aanschouwen.
In 2008 verscheen van de filosoof Roy Sorensen een monografie gewijd aan de metafysische eigenaardigheden van schaduwen:
- Sorensen, Roy Seeing dark things - the philosophy of shadows, uitg. Oxford University Press, Oxford ISBN 0-19-532657-1

## Schaduw in symboliek
- Het schaduwrijk is het dodenrijk bij de Grieken, de Hades.
- De triviale naam van het plantengeslacht nachtschade refereert aan de schaduw. Dit zijn vaak giftige planten.

## Schaduw in populaire cultuur
- In het boek Peter Pan verliest de hoofdpersoon zijn schaduw. Hij knapt af wanneer hij uit het raam heeft gehangen en dit achter hem wordt dichtgeslagen. De schaduw wordt in een la gestopt. Wendy naait de schaduw later weer aan Peter Pan vast.
- Er is ook een 19de-eeuws verhaal over ene Peter Schlemihl, een mens die zijn schaduw verkoopt: Adelbert von Chamisso Peter Schlemihls wundersame Geschichte (1814).
- De schaduw is de hoofdfiguur in de detectiveromans van Havank.
- In het Suske en Wiske-verhaal De speelgoedzaaier speelt de schaduw van een koning een grote rol.
- Oberon is Koning der Schaduwen en Feeën, hij is het meest bekend als de elfenkoning uit A Midsummer Night's Dream.
- Cowboy-stripheld Lucky Luke schiet sneller dan zijn schaduw.

## Schaduw in spraakgebruik
- De uitdrukking "over zijn schaduw heen stappen / springen" werd in april 2012 plotseling populair onder Nederlandse politici. Er werd mee bedoeld dat iemand bereid is het onmogelijke te doen door het eigen (partij)belang opzij te zetten bij het nemen van beslissingen die voor het landsbelang noodzakelijk zijn. Naar aanleiding van het onverwachts, in zeer korte tijd bereiken van een akkoord over de rijksbegroting werd de uitdrukking zo vaak gebruikt, dat deze al snel als een cliché werd aangemerkt.